# Gustav Pirchan
Gustav Pirchan (* 3. Februar 1881 in Wien; † 22. Juli 1945 in Terezín) war ein tschechoslowakischer Archivar, Mediävist und Historiker.

## Leben
Pirchan wuchs in Jitschin und in Arnau auf. Er studierte Geschichte in Leipzig, Heidelberg und Wien und war ein Jahr am österreichischen Institut in Rom. Er war ein universitärer Schüler von Emil Werunsky (1850–1942) und forschte vor allem über mittelalterliche Geschichte Böhmens. Er war Archivar am k. k. Statthaltereiarchiv und später im Archiv des Tschechoslowakischen Innenministeriums in Prag. 1929 wurde er zum Obersektionsrat des tschechoslowakischen Archiv- und Bibliotheksdienstes und stellvertretenden Leiter des Archivs befördert.
1933 wurde er zum außerordentlichen Professor für Mittelalterliche Geschichte an der Deutschen Universität in Prag berufen. Als Archivar, Mediävist und Historiker stand er zwischen Deutschen und Tschechen.
Verheiratet war er mit Else Stradal, der ältesten Tochter des Direktors der Aussig-Teplitzer Eisenbahn. Am Ende des Krieges wurden beide nach Theresienstadt verschleppt, wo sie den Tod fanden.

## Publikationen (Auswahl)
- Böhmen und das Reich. Reichenberg 1931.
- Italien und Kaiser Karl IV. in der Zeit seiner zweiten Romfahrt. Prag, o. J. (= Quellen und Forschungen aus dem Gebiete der Geschichte. Bd. 6).
- (Mitherausgeber): Das Sudetendeutschtum. Sein Wesen und Werden im Wandel der Jahrhunderte. Festschrift zur Fünfundsiebzigjahrfeier des Vereins für Geschichte der Deutschen in Böhmen. 1938.
- Karlstein. In: Forschungen zur Geschichte und Landeskunde der Sudetenländer, Bd. I.
- Prokop Waldvogel. In: Zeitschrift für Sudetendeutsche Geschichte, 1941, 2, S. 131–150.